# Guns N' Roses/Metallica Stadium Tour
El GN'R-Metallica Stadium Tour fue una gira musical de las bandas Guns N' Roses y Metallica realizada en 1992. Se llevó a cabo en el medio de la gira "Use Your Illusion Tour" de Guns N' Roses, así como en medio de la gira Wherever We May Roam Tour de Metallica. Los actos de apertura estuvieron realizados por Faith No More y Skid Row. Kirk Hammett quería que la banda de grunge rock Nirvana realizará el acto de apertura, pero Kurt Cobain de Nirvana se negó a compartir escenario con Axl Rose y su banda.
El 8 de agosto James Hetfield sufrió un accidente durante el concierto conjunto de Guns N' Roses y Metallica en 1992, en el Estadio Olímpico de Montreal. Durante la interpretación de la canción Fade to Black, Hetfield se paró sobre una torre de pirotecnia en el momento en que ésta se encendía. Ello ocasionó que sufriera quemaduras de segundo y tercer grado en su brazo izquierdo y su cara, obligándolo a continuar la gira sin poder tocar la guitarra. A pesar de lo ocurrido, continuó cantando gracias al apoyo del guitarrista John Marshall de la agrupación Metal Church, quien se encargó de cubrir la guitarra rítmica.

## Lista de temas típicos de Metallica
1. Creeping Death
2. Harvester Of Sorrow
3. Welcome Home (Sanitarium)
4. Sad But True
5. Wherever I May Roam
6. Of Wolf And Man
7. For Whom The Bell Tolls
8. The Unforgiven
9. The Shortest Straw
10. Bass Solo
11. Guitar Solo
12. Fade To Black
13. Master Of Puppets
14. Seek and Destroy
15. Whiplash
16. Nothing Else Matters
17. Am I Evil? (cover de Diamond Head)
18. Last Caress (cover de Misfits)
19. One
20. Enter Sandman

Notas:
- "Damage Inc" fue tocada por única vez el 17 de julio, posteriormente fue reemplazada por Welcome Home (Sanitarium), además esta fecha fue la única en la que el concierto terminó con One.[2]
- James Hetfield tocó la guitarra en Enter Sandman el 11, 15, 24 y 27 de septiembre y el 3 de octubre en vez de John Marshall.
- Después del accidente en Montreal en algunas fechas James Hetfield cantó Seek & Destroy en vez de Jason Newsted.

## Fechas de conciertos
Véase también: Use Your Illusion Tour
| Día                      | Ciudad           | País           | Lugar                           |
| ------------------------ | ---------------- | -------------- | ------------------------------- |
| 17 de julio de 1992      | Washington D. C. | Estados Unidos | RFK Stadium                     |
| 18 de julio de 1992      | East Rutherford  | Estados Unidos | Giants Stadium                  |
| 21 de julio de 1992      | Pontiac          | Estados Unidos | Pontiac Silverdome              |
| 22 de julio de 1992      | Indianápolis     | Estados Unidos | Hoosier Dome                    |
| 25 de julio de 1992      | Orchard Park     | Estados Unidos | Rich Stadium                    |
| 26 de julio de 1992      | Pittsburgh       | Estados Unidos | Three Rivers Stadium            |
| 29 de julio de 1992      | East Rutherford  | Estados Unidos | Giants Stadium                  |
| 8 de agosto de 1992      | Montreal, Quebec | Canadá         | Estadio Olímpico                |
| 25 de agosto de 1992     | Avondale         | Estados Unidos | Phoenix International Raceway   |
| 27 de agosto de 1992     | Las Cruces       | Estados Unidos | Aggie Memorial Stadium          |
| 29 de agosto de 1992     | Nueva Orleans    | Estados Unidos | Louisiana Superdome             |
| 31 de agosto de 1992     | Atlanta          | Estados Unidos | Lakewood Amphitheatre           |
| 2 de septiembre de 1992  | Orlando          | Estados Unidos | Citrus Bowl                     |
| 4 de septiembre de 1992  | Houston          | Estados Unidos | Astrodome                       |
| 5 de septiembre de 1992  | Irving           | Estados Unidos | Texas Stadium                   |
| 7 de septiembre de 1992  | Columbia         | Estados Unidos | Williams-Brice Stadium          |
| 11 de septiembre de 1992 | Foxborough       | Estados Unidos | Foxboro Stadium                 |
| 13 de septiembre de 1992 | Toronto          | Canadá         | Exhibition Stadium              |
| 15 de septiembre de 1992 | Mineápolis       | Estados Unidos | Metrodome                       |
| 17 de septiembre de 1992 | Kansas City      | Estados Unidos | Arrowhead Stadium               |
| 19 de septiembre de 1992 | Denver           | Estados Unidos | Mile High Stadium               |
| 24 de septiembre de 1992 | Oakland          | Estados Unidos | Oakland-Alameda County Coliseum |
| 27 de septiembre de 1992 | Los Ángeles      | Estados Unidos | Los Angeles Memorial Coliseum   |
| 30 de septiembre de 1992 | San Diego        | Estados Unidos | Jack Murphy Stadium             |
| 3 de octubre de 1992     | Pasadena         | Estados Unidos | Rose Bowl Stadium               |
| 6 de octubre de 1992     | Seattle          | Estados Unidos | Kingdome                        |

## Conciertos cancelados y reprogramados
3 fechas antes del concierto realizado en Montreal fueron canceladas por problemas de voz de Axl Rose y después del accidente de James Hetfield junto al abrupto final del show de Guns N' Roses, todas las fechas que fueron canceladas antes y después del 8 de agosto fueron reprogramadas, siendo el concierto del día 17 de agosto que iba a ser a ser realizado originalmente en Vancouver el único que no fue reprogramado.
| Fecha                | Ciudad      | País           | Lugar                           | Razón                                    |
| -------------------- | ----------- | -------------- | ------------------------------- | ---------------------------------------- |
| 31 de julio de 1992  | Foxborough  | Estados Unidos | Foxboro Stadium                 | Problemas de voz de Axl Rose.            |
| 2 de agosto de 1992  | Columbia    | Estados Unidos | Williams-Brice Stadium          | Problemas de voz de Axl Rose.            |
| 5 de agosto de 1992  | Minneapolis | Estados Unidos | Metrodome                       | Problemas de voz de Axl Rose.            |
| 9 de agosto de 1992  | Toronto     | Canadá         | Exhibition Stadium              | Accidente de James Hetfield en Montreal. |
| 12 de agosto de 1992 | Denver      | Estados Unidos | Mile High Stadium               | Accidente de James Hetfield en Montreal. |
| 14 de agosto de 1992 | San Diego   | Estados Unidos | Jack Murphy Stadium             | Accidente de James Hetfield en Montreal. |
| 17 de agosto de 1992 | Vancouver   | Canadá         | BC Place                        | Accidente de James Hetfield en Montreal. |
| 18 de agosto de 1992 | Seattle     | Estados Unidos | Kingdome                        | Accidente de James Hetfield en Montreal. |
| 21 de agosto de 1992 | Oakland     | Estados Unidos | Oakland-Alameda County Coliseum | Accidente de James Hetfield en Montreal. |
| 22 de agosto de 1992 | Pasadena    | Estados Unidos | Rose Bowl Stadium               | Accidente de James Hetfield en Montreal. |

## Canciones interpretadas
Esta es la lista de canciones interpretadas por Metallica durante la gira.
| Álbum                         | Canción                     | Veces Interpretada |
| ----------------------------- | --------------------------- | ------------------ |
| Kill 'Em All (1983)           | "Whiplash"                  | 25                 |
| Kill 'Em All (1983)           | "Seek & Destroy"            | 25                 |
| Ride the Lightning (1984)     | "For Whom the Bell Tolls"   | 26                 |
| Ride the Lightning (1984)     | "Fade to Black"             | 26                 |
| Ride the Lightning (1984)     | "Creeping Death"            | 26                 |
| Master of Puppets (1986)      | "Master of Puppets"         | 25                 |
| Master of Puppets (1986)      | "Welcome Home (Sanitarium)" | 25                 |
| Master of Puppets (1986)      | "Damage Inc."               | 1                  |
| ...And Justice for All (1988) | "One"                       | 25                 |
| ...And Justice for All (1988) | "The Shortest Straw"        | 26                 |
| ...And Justice for All (1988) | "Harvester of Sorrow"       | 26                 |
| Metallica (1991)              | "Enter Sandman"             | 25                 |
| Metallica (1991)              | "Sad But True"              | 26                 |
| Metallica (1991)              | "The Unforgiven"            | 26                 |
| Metallica (1991)              | "Wherever I May Roam"       | 26                 |
| Metallica (1991)              | "Nothing Else Matters"      | 25                 |
| Metallica (1991)              | "Of Wolf And Man"           | 26                 |
| Covers                        | "Last Caress"               | 25                 |
| Covers                        | "Am I Evil?"                | 25                 |
| Solos                         | "Bass Solo"                 | 26                 |
| Solos                         | "Guitar Solo"               | 26                 |